# Antipixel
Antipixel – stworzony przez Jeremy'ego Hedleya styl przycisków (bannerów) reklamowych, w formacie 80×15 pikseli, służących głównie do powiadomienia użytkowników strony internetowej o zgodności z międzynarodowymi standardami W3C lub określonymi przeglądarkami internetowymi.

## Wygląd

Krój pisma używany w bannerach antipixel to „Silkscreen”.

Przykładowe przyciski w stylu antipixel: